# Nathan Scott (compositeur)
Pour les articles homonymes, voir Scott.
Cet article concerne un compositeur. Pour le personnage de la série Les Frères Scott, voir Nathan Scott.

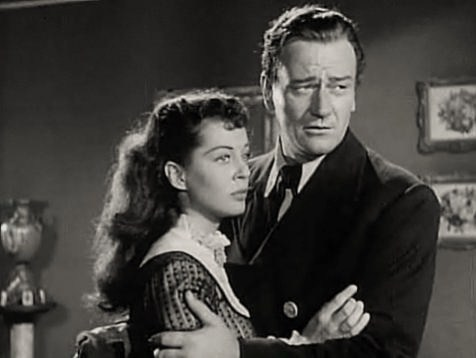
Le Réveil de la sorcière rouge (compositeur, 1948), avec Gail Russell et John Wayne

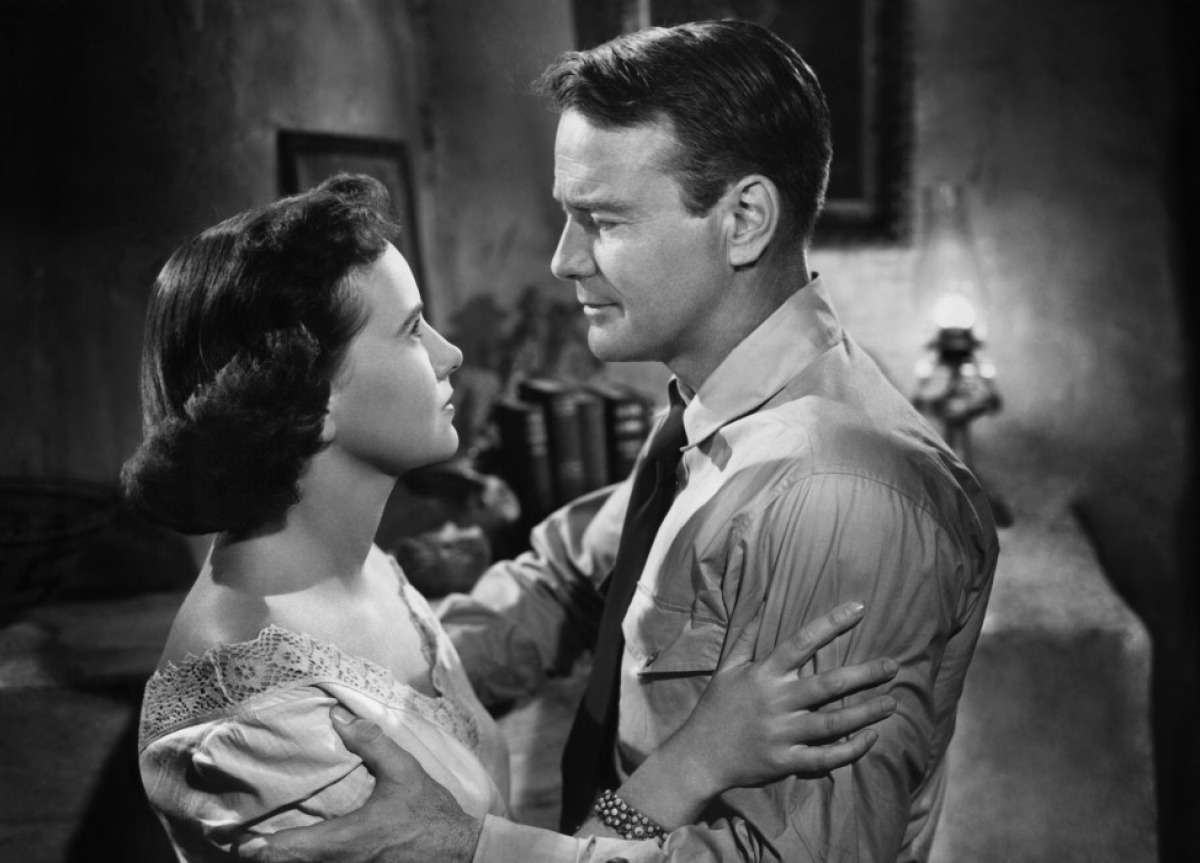
La Capture (orchestrateur, 1950), avec Teresa Wright et Lew Ayres

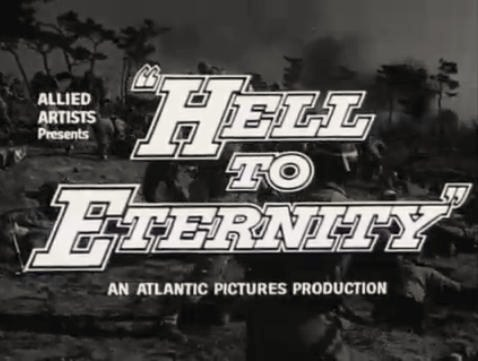
Saipan (orchestrateur, 1960)

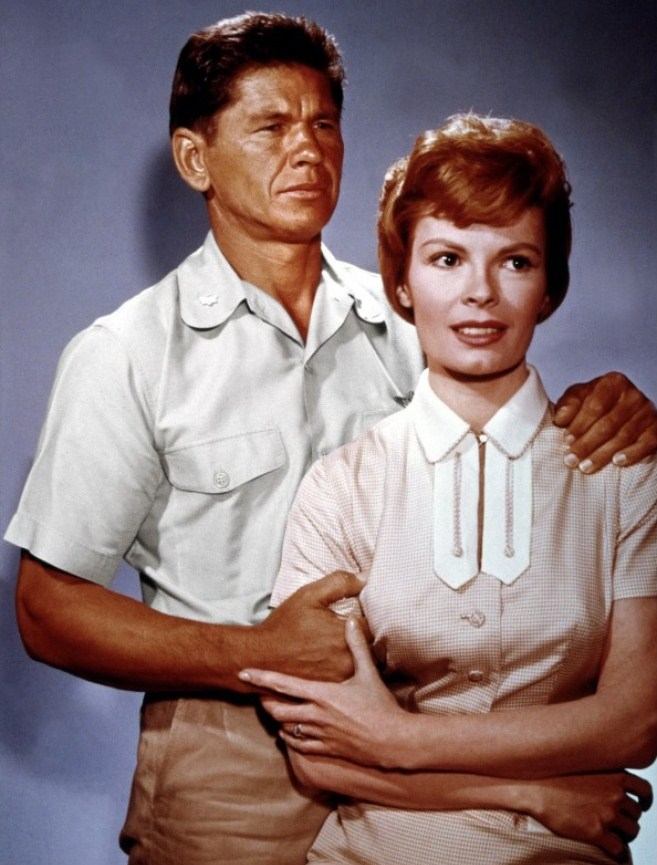
X-15 (compositeur, 1961), avec Charles Bronson et Patricia Owens

Nathan (George) Scott, né le 11 mai 1915 à Salinas (Californie) et mort le 27 février 2010 à Los Angeles (quartier de Sherman Oaks, Californie), est un compositeur, arrangeur, orchestrateur et chef d'orchestre américain.

## Biographie
Diplômé en 1939 du département musique à l'Université de Californie à Berkeley, Nathan Scott travaille d'abord à la NBC puis débute au cinéma en 1946, au sein de la Republic Pictures jusqu'en 1952.
Parmi ses compositions pour le grand écran, mentionnons Le Réveil de la sorcière rouge d'Edward Ludwig (1948), les westerns La Ruée vers la Californie de Joseph Kane (1950) et La Femme aux revolvers d'Allan Dwan (1952), ou encore X-15 de Richard Donner (1961), le dernier de ses quarante-quatre films américains comme compositeur.
De plus, il collabore comme orchestrateur à de nombreux autres films, dont La vie est belle de Frank Capra (1946), Saipan de Phil Karlson (1960), Le Grand Frisson de Mel Brooks (1977), ainsi que La Couleur pourpre de Steven Spielberg (1985), son ultime contribution au cinéma.
Pour la télévision américaine, il est compositeur sur dix-neuf séries (notamment de western) entre 1958 et 1979, dont Laramie (neuf épisodes, 1959-1962), La Grande Caravane (neuf épisodes, 1960-1964) et surtout Lassie (cent-quatre-vingt-huit épisodes, 1962-1973).
Nathan Scott est également orchestrateur de quelques séries, dont Badge 714 (quarante-six épisodes, 1952-1958). 
Il est le père du saxophoniste et compositeur Tom Scott (né en 1948).

## Filmographie partielle

### Compositeur

#### Cinéma
- 1946 : Rendezvous with Annie d'Allan Dwan
- 1946 : Affairs of Geraldine  de George Blair
- 1947 : Musique aux étoiles (Calendar Girl) d'Allan Dwan
- 1947 : Jenny et son chien (Driftwood) d'Allan Dwan
- 1948 : Le Réveil de la sorcière rouge (Wake of the Red Witch) d'Edward Ludwig
- 1948 : Ange en exil (Angel in Exile) d'Allan Dwan
- 1949 : The Kid from Cleveland d'Herbert Kline
- 1950 : La Ruée vers la Californie (California Passage) de Joseph Kane
- 1950 : Singing Guns de R. G. Springsteen
- 1950 : Le Mousquetaire de la vengeance (The Avengers) de John H. Auer
- 1952 : Au royaume des crapules (Hoodlum Empire) de Joseph Kane
- 1952 : La Femme aux revolvers (Montana Belle) d'Allan Dwan
- 1961 : X-15 de Richard Donner

#### Séries télévisées
- 1959 : Badge 714 (Dragnet)
  - Saison 8, épisode 38 The Big Counterfeit de Jack Webb
- 1959-1962 : Laramie
  - Saison 1, épisode 1 Stage Stop (1959) d'Herschel Daugherty, épisode 6 The Lawbreakers (1959) de Lesley Selander et épisode 7 The Iron Captain (1959) de Robert B. Sinclair
  - Saison 2, épisode 3 Three Rode West (1960) de Lesley Selander, épisode 6 The Long Riders (1960) de Lesley Selander, épisode 14 The Passing of Kuba SMith (1961) de Lesley Selander et épisode 25 The Debt (1961) de Joseph Kane
  - Saison 4, épisode 3 The Fortune Hunter (1962) de Joseph Kane et épisode 10 Bad Blood (1962) de Joseph Kane
- 1960-1962 : La Quatrième Dimension (The Twilight Zone)
  - Saison 1, épisode 30 Arrêt à Willoughby (A Stop at Willoughby, 1960) de Robert Parrish
  - Saison 3, épisode 34 Un passé infini (Young Man's Fancy, 1962) de John Brahm
- 1960-1964 : Gunsmoke ou Police des plaines (Gunsmoke ou Marshal Dillon)
  - Saison 5, épisode 37 Old Flame (1960) de Jesse Hibbs
  - Saison 6, épisode 21 Bad Seed (1961)
  - Saison 8, épisode 30 The Far Places (1963)
  - Saison 9, épisode 29 Kitty Cornered (1964) de John Brahm
- 1960-1964 : La Grande Caravane (Wagon Train)
  - Saison 3, épisode 20 The Ricky and Laurie Bell Story (1960) et épisode 27 The Jonas Murdock Story (1960) de Virgil W. Vogel
  - Saison 4, épisode 15 The Earl Packer Story (1961) et épisode 33 The Eleanor Culhane Story (1961) de Ted Post
  - Saison 5, épisode 3 The Maud Frazer Story (1961) de Robert Butler, épisode 9 The Bruce Saybrook Story (1961) de Virgil W. Vogel et épisode 11 The Traitor (1961)
  - Saison 6, épisode 5 The John Augustus Story (1962)
  - Saison 8, épisode 13 The Hector Heatherton Story (1964)
- 1962-1973 : Lassie
  - Saisons 8 à 19, 188 épisodes
- 1963 : Le Virginien (The Virginian)
  - Saison 1, épisode 18 Say Goodbye to All That de William Witney
- 1963-1964 : Rawhide
  - Saison 5, épisode 22 Pale Rider (Incident of the Pale Rider, 1963) de Christian Nyby et épisode 29 Alkali Sink (Incident at Alkali Sink, 1963) de Don McDougall
  - Saison 6, épisode 3 El Crucero (Incident at El Crucero, 1963) d'Earl Bellamy et épisode 24 L'Odyssée (Incident of the Odyssey, 1964) de Thomas Carr
- 1967 : Cher oncle Bill (Family Affair)
  - Saison 1, épisode 17 All Around the Town de William D. Russell et épisode 22 Ballerina Buffy de William D. Russell
- 1979 : Barnaby Jones
  - Saison 8, épisode 9 Flase Witness de Winrich Kolbe

### Orchestrateur

#### Cinéma
- 1946 : Une fille perdue (That Brennan Girl) d'Alfred Santell (+ musique additionnelle)
- 1946 : La vie est belle (It's a Wonderful Life) de Frank Capra
- 1947 : Le Bébé de mon mari (That's My Man) de Frank Borzage (+ musique additionnelle)
- 1947 : L'Homme que j'ai choisi (The Flame) de John H. Auer
- 1949 : Le Poney rouge (The Red Pony) de Lewis Milestone
- 1949 : Le Bagarreur du Kentucky (The Fighting Kentuckian) de George Waggner
- 1950 : La Capture (The Capture) de John Sturges
- 1951 : Tonnerre sur le Pacifique (The Wild Blue Yonder) d'Allan Dwan
- 1951 : La Dame et le Toréador (Bullfighter and the Lady) de Budd Boetticher (+ musique additionnelle)
- 1954 : Du plomb pour l'inspecteur (Pushover) de Richard Quine
- 1960 : Saipan (Hell to Eternity) de Phil Karlson
- 1977 : Le Grand Frisson (High Anxiety) de Mel Brooks
- 1978 : Les Guerriers de l'enfer (Who'll Stop the Rain) de Karel Reisz
- 1982 : La Folie aux trousses (Hanky Panky) de Sidney Poitier (+ musique additionnelle)
- 1985 : La Couleur pourpre (The Color Purple) de Steven Spielberg (+ arrangeur)

#### Séries télévisées
- 1952-1958 : Badge 714 (Dragnet)
  - Saisons 2 à 8, 46 épisodes
- 1982 : K 2000 (Knight Rider), épisodes non spécifiés